# Felix-Krull-Syndrom
Das Felix-Krull-Syndrom ist eine Sonderform einer Pseudologia phantastica („Lügensucht“), bei der der Betroffene sein pathologisches Lügen zum Zweck der Hochstapelei verwendet. Der Begriff Felix-Krull-Syndrom ist ein Eponym, das sich von einem Roman von Thomas Mann ableitet.

## Beschreibung
Lügen ist per se nicht pathologisch (krankhaft). Die Grenze zwischen Lügen und Wahrsprechen ist fließend. Das Felix-Krull-Syndrom adressiert deshalb ein epistemisches Problem. Auch von Ärzten kann nicht einwandfrei geklärt werden, ob der pathologische Lügner seine Geschichten als unwahr erkennt oder willentlich betrügt und wo die Lüge aufhört und die Pseudologia phantastica beginnt. Auch deshalb wird mit Felix-Krull-Syndrom nicht nur ein anormales Verhalten von Patienten bezeichnet, sondern auch die Problematik seiner Diagnose.
Gustav Aschaffenburg sah in Hochstaplern „Poet[en] mit weitem Gewissen“ und einer „Neigung zum Fabulieren“
Bekannte Beispiele für Personen mit Felix-Krull-Syndrom sind Gert Postel, Frank W. Abagnale, Jürgen Harksen und Nick Leeson.

## Namensgebung
Das Felix-Krull-Syndrom ist nach Felix Krull, dem Protagonisten in Thomas Manns Roman Bekenntnisse des Hochstaplers Felix Krull benannt. Das zu Beginn des 20. Jahrhunderts konzipierte Werk wurde erst 1954 nach langer Unterbrechung vollständig veröffentlicht. Bereits kurz nach der Publikation wurde es vom psychiatrischen Diskurs aufgegriffen, um den Bereich zwischen endogenen Psychosen und Neurosen zu bewerten. Der Protagonist wurde als Stereotyp eines geltungssüchtigen bzw. hysterischen Psychopathen aufgefasst. Das Eponym Felix-Krull-Syndrom entstand jedoch erst 1990. Wolfgang Schumacher, Leiter des medizinischen Zentrums für Psychiatrie des Klinikums der Justus-Liebig-Universität Gießen, erwähnte es erstmals in einem Buchbeitrag. Schumacher brachte das Felix-Krull-Syndrom mit der Pseudologia phantastica in Verbindung. Der Psychiater Gerhard Dammann teilte diese Einschätzung und etablierte den Begriff weiter.
In Manns Roman hat der Protagonist anfänglich noch eine gewisse Distanz zu seiner Hochstapelei. Im Lauf seiner Biografie werden die Grenzen zwischen Fakten und Fiktionen jedoch immer verschwommener.